# Baby, Baby
Pour les articles homonymes, voir Baby, Baby (homonymie).
Chansons représentant la Belgique au Concours Eurovision de la chanson
À la folie ou pas du tout
(1972) Fleur de liberté
(1974)
Singles de Nicole & Hugo
Dat mag een keer
(1972) Die woorden, die woorden
(1973)
Baby, Baby est une chanson enregistrée par le duo belge de Nicole & Hugo sortie en 45 tours en 1973.
C'est la chanson choisie pour représenter la Belgique au Concours Eurovision de la chanson 1973 se déroulant à Luxembourg. Nicole & Hugo avaient deux ans auparavant déjà été sélectionnées pour représenter la Belgique à l'Eurovision avec la chanson Goeiemorgen, morgen, mais en raison de Nicole Josy ayant été tombée malade peu avant la tenue du concours le 3 avril 1971, Nicole et Hugo ont alors été remplacés par un autre duo, Jacques Raymond et Lily Castel.
Outre le néerlandais, la chanson a également été enregistrée par Nicole et Hugo dans des versions en anglais, allemand et français, toutes sous le même titre original.

## À l'Eurovision
Elle est intégralement interprétée en néerlandais, l'une des langues nationales de la Belgique, le choix de langue étant toutefois libre de 1973 à 1976. L'orchestre est dirigé par Francis Bay.
Baby, Baby est la 2e chanson interprétée lors de la soirée, suivant Tom Tom Tom (en) de Marion Rung pour la Finlande et précédant Tourada (en) de Fernando Tordo (en) pour le Portugal.
À la fin du vote, Baby, Baby obtient 58 points et se classe 17e et dernière sur les 17 chansons participantes,.

## Liste des titres
| A1. | Baby, Baby       | Erik Marijsse        | Ignace Baert  | 2:36 |
| B1. | Jij en ik en wij | Phil Van Cauwenbergh | Paul Quintens | 2:47 |

| A1. | Baby, Baby (version française)                           | adaptation : E. Salvo, R. Belle     | Ignace Baert                | 2:36 |
| B1. | Ton amour et moi (version française de Jij en ik en wij) | adaptation : Michel Detry, R. Belle | Paul Quintens (R. Quimteuf) | 2:47 |

## Classements

### Classements hebdomadaires
| Classement (1973)                      | Meilleure position |
| -------------------------------------- | ------------------ |
| Belgique (Flandre Ultratop 50 Singles) | 28                 |
| Belgique (Flandre Vlaamse top 10)      | 4                  |

## Historique de sortie
| Pays      | Date | Format   | Label           |
| --------- | ---- | -------- | --------------- |
| Belgique, | 1973 | 45 tours | Pims            |
| Belgique, | 1973 | 45 tours | New Fly Records |
| France,   | 1973 | 45 tours | Philips         |
| Pays-Bas  | 1973 | 45 tours | CNR Records     |